# Фарси, Мохамед
Мохамед Рамздин Фарси (англ. Mohamed Ramzdine Farsi; 16 декабря 1999, Монреаль) — канадский футболист, правый защитник клуба «Коламбус Крю».

## Биография

### Ранние годы
Фарси родился и вырос в Монреале, Квебек, в семье алжирцев из Орана. Начал заниматься футболом в возрасте 8 лет в местном клубе «Буканьер». Позже играл в юношеских командах клубов «Нотр-Дам-де-Грас» и «Панэллиниос». Играл в любительской провинциальной лиге Квебека в составе команд «Панэллиниоса» до 16 лет и до 18 лет.

### Клубная карьера
В 2017 году Фарси играл в футбол в Колледже Аэнтсик, выиграл чемпионат провинции и был включён в команду всех звёзд.
В 2018 году Фарси подписал контракт с клубом полупрофессиональной Премьер-лиги Квебека «Лонгёй», в составе которого в том сезоне сыграл 13 матчей.
В 2019 году Фарси перешёл в клуб «Бленвиль», который стал чемпионом Премьер-лиги Квебека, сыграв 10 матчей в чемпионате и два матча в Первенстве Канады против клуба Канадской премьер-лиги «Йорк 9».
В 2019 году Фарси подписал свой первый профессиональный контракт с клубом алжирской Лиги 1 «Айн-Млила». Покинул клуб после окончания сезона, ни разу не выйдя на поле.
15 апреля 2020 года Фарси подписал контракт с клубом Канадской премьер-лиги «Кавалри», пройдя двухнедельный просмотр. Дебютировал за «Кавалри», выйдя на замену, в матче стартового тура сезона 2020 против «Форджа» 13 августа. 9 сентября в матче плей-офф против «Пасифика» забил свой первый гол за «Кавалри». По итогам сезона Канадской премьер-лиги 2020 Фарси был назван лучшим канадским игроком до 21 года и был включён в символическую сборную. 13 ноября Фарси переподписал контракт с «Кавалри» на сезон 2021. Фарси был назван игроком месяца Канадской премьер-лиги за август 2021 года. После окончания сезона 2021 Фарси покинул «Кавалри», чтобы продолжить карьеру в Европе или MLS.
18 марта 2022 года Фарси подписал контракт с клубом «Коламбус Крю 2» из MLS Next Pro. Дебютировал за «Коламбус Крю 2» в матче стартового тура сезона 2022 против «Интер Майами II» 26 марта. 18 июня он был взят в краткосрочную аренду первой командой «Коламбус Крю» в MLS на матч против «Шарлотта», в котором вышел на замену. 18 сентября в матче заключительного тура сезона 2022 MLS Next Pro против «Цинциннати 2» забил два гола и отдал три голевые передачи. По итогам сезона 2022 Фарси был включён в символическую сборную MLS Next Pro.
22 июля 2022 года Фарси подписал контракт с первой командой «Коламбус Крю» до конца сезона MLS 2023 с опциями продления на сезоны 2024 и 2025. Забил свой первый гол за «Коламбус Крю» 26 апреля 2023 года в матче Открытого кубка США против «Инди Илевен». 9 декабря отыграл 86 минут в матче за Кубок MLS 2023 против «Лос-Анджелеса» и помог «Коламбус Крю» выиграть свой третий чемпионский титул. По окончании сезона 2023 «Коламбус Крю» задействовал опцию продления контракта Фарси.

### Международная карьера
Фарси был членом сборной Канады по мини-футболу и был признан лучшим игроком в мини-футбол Канады за 2020 год.
В составе сборной Канады по футболу до 23 лет Фарси принял участие в Мужском олимпийском квалификационном турнире КОНКАКАФ 2020 в марте 2021 года.
Имея право выступать за сборные Алжира и Канады по футболу, Фарси подтвердил, что отклонил вызовы в предварительные составы сборной Канады на финал Лиги наций КОНКАКАФ 2023 и Золотой кубок КОНКАКАФ 2023, добавив, что ещё не готов принять решение о своём международном будущем.

## Достижения
Командные
 «Коламбус Крю»
- Чемпион MLS (обладатель Кубка MLS): 2023

Личные
- Игрок года в мини-футбол в Канаде: 2020
- Лучший канадский игрок до 21 года в Канадской премьер-лиге: 2020
- Член символической сборной Канадской премьер-лиге: 2020
- Игрок месяца в Канадской премьер-лиге: август 2021
- Член символической сборной MLS Next Pro: 2022

## Статистика выступлений
| Выступление      | Выступление      | Выступление      | Лига | Лига | Плей-офф | Плей-офф | Кубок | Кубок | Континент | Континент | Итого | Итого |
| Клуб             | Лига             | Сезон            | Игры | Голы | Игры     | Голы     | Игры  | Голы  | Игры      | Голы      | Игры  | Голы  |
| ---------------- | ---------------- | ---------------- | ---- | ---- | -------- | -------- | ----- | ----- | --------- | --------- | ----- | ----- |
| Кавалри          | CPL              | 2020             | 7    | 0    | 3        | 1        | —     | —     | —         | —         | 10    | 1     |
| Кавалри          | CPL              | 2021             | 25   | 1    | 1        | 0        | 2     | 0     | —         | —         | 28    | 1     |
| Кавалри          | Итого            | Итого            | 32   | 1    | 4        | 1        | 2     | 0     | —         | —         | 38    | 2     |
| Коламбус Крю 2   | MLS Next Pro     | 2022             | 18   | 2    | 2        | 0        | —     | —     | —         | —         | 20    | 2     |
| Коламбус Крю     | MLS              | 2022             | 7    | 0    | —        | —        | 0     | 0     | —         | —         | 7     | 0     |
| Коламбус Крю     | MLS              | 2023             | 31   | 0    | 5        | 0        | 3     | 1     | 3         | 0         | 42    | 1     |
| Коламбус Крю     | Итого            | Итого            | 38   | 0    | 5        | 0        | 3     | 1     | 3         | 0         | 49    | 1     |
| Всего за карьеру | Всего за карьеру | Всего за карьеру | 88   | 3    | 11       | 1        | 5     | 1     | 3         | 0         | 107   | 5     |

Источники: Transfermarkt, Soccerway, Football Database EU.